# Raúl Vela Chiriboga
Raúl Eduardo Vela Chiriboga (Riobamba, 1 de enero de 1934 - Quito, 15 de noviembre de 2020) fue un arzobispo y el 5° cardenal ecuatoriano, en su último cargo se desempeñó como arzobispo emérito de Quito.

## Biografía

### Primeros años y formación
Nació en Riobamba el 1 de enero de 1934, siendo el quinto de los nueve hijos de Antonio Vela y Carmela Chiriboga. 
Realizó su formación secundaria en el Colegio Salesiano de su natal Riobamba y en 1951 ingresó en el Seminario Mayor de Quito, para realizar sus estudios de Filosofía y Teología.
También realizó parte de sus estudios en Bogotá, Madrid y Buenos Aires.

### Sacerdocio
Su ordenación sacerdotal fue el 28 de julio de 1957, a manos del por entonces Obispo de Riobamba, Leonidas Proaño.
En esa misma circunscripción eclesiástica se incardinó.
- Secretario general de la curia episcopal de Riobamba (1957 – 1967).
- Director de Caritas en Riobamba (1967 – 1968).
- Subsecretario de la CEE (1968 – 1970).
- Secretario general de de la CEE (1970 – 1975).

Bajo la tutela del obispo de los pobres, Leonidas Proaño colaboró en el servicio pastoral para los indígenas y fundó la escuela de Fátima para la educación de los jóvenes.

## Episcopado

### Obispo Auxiliar de Guayaquil
El 20 de abril de 1972, el papa Pablo VI lo nombró Obispo Titular de Ausafa y Obispo Auxiliar de Guayaquil.

#### Ordenación episcopal
Fue consagrado el 22 de julio del mismo año, a manos del por entonces arzobispo de Quito, Pablo Muñoz Vega.
Sus co-consagrantes fueron el por entonces arzobispo de Guayaquil, Bernardino Echeverría Ruiz OFM y el por entonces obispo de Riobamba, Leonidas Proaño Villalba.

#### Cargo como Obispo Auxiliar
Siendo obispo auxiliar del Puerto Principal ejerció como:
- Secretario general de de la CEE (1970 – 1975).

### Obispo de Azogues
El 29 de abril de 1975, el papa Pablo VI lo nombró 2° Obispo de Azogues.

#### Toma de posesión canónica
Tomó posesión canónica el día 13 de julio de 1975 durante una ceremonia en la Catedral de Azogues. 

#### Cargos en el Obispado
- Delegado de la Iglesia del Ecuador en la Tercera Conferencia General del Episcopado Latinoamericano, que tuvo lugar en Puebla de los Ángeles (febrero de 1979).
- Miembro del CELAM (1981 – 1988).

### Obispo Castrense de Ecuador
El 8 de julio de 1989, el papa Juan Pablo II lo nombró Obispo Titular de Pauzera y 2° Obispo Castrense de Ecuador. 
En 1994, participó en el Sínodo de los Obispos sobre la Vida Consagrada. 
En la CEE presidió desde 1999 la Comisión Episcopal de liturgia.
En el 2000 fue elegido Presidente de la Fundación Misas para los sacerdotes de Ecuador.

### Arzobispo de Quito
El 21 de marzo de 2003, el papa Juan Pablo II lo nombró 13° Arzobispo de Quito y Primado del Ecuador.
Tomó posesión canónica durante una ceremonia en la Catedral Metropolitana de Quito. 
El domingo 29 de junio de 2003, en la Solemnidad de los Apóstoles San Pedro y San Pablo, en una ceremonia en la Basílica Papal de San Pedro, recibió la imposición del palio arzobispal  de manos del papa Juan Pablo II.

### Renuncia

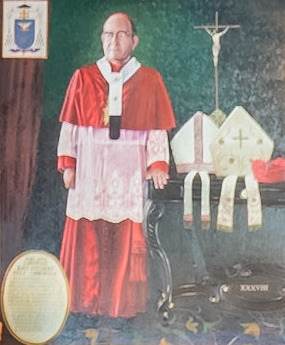
Pintura de Raúl Vela Chiriboga, en la Sala Capitular de la Catedral de Quito.

El papa Benedicto XVI aceptó su renuncia al gobierno pastoral de la Arquidiócesis el 11 de septiembre de 2010, un año después de cumplir los 75 años, que el derecho de la Iglesia Católica establece como límite para el desempeñó de cargos episcopales.

## Cardenalato

#### Nombramiento
El 20 de octubre de 2010, durante la Audiencia general del papa Benedicto XVI, se hizo público que sería creado cardenal. 

#### Creación
Fue creado cardenal por el papa Benedicto XVI durante el consistorio del 20 de noviembre de 2010, con el Titulus de Cardenal presbítero de Santa María in Via.
La ceremonia solemne tuvo lugar en la Basílica de San Pedro.
Participó en el cónclave de 2013, que eligió al papa Francisco. 
Formó parte del Colegio Cardenalicio y estuvo autorizado para participar en cualquier cónclave a realizarse hasta el 2014, cuando cumplió 80 años.

#### Cargos en el cardenalato
El 25 de agosto de 2012 fue nombrado enviado especial papal para la celebración del 475.º aniversario de la primera diócesis de Perú y Sudamérica, actual arquidiócesis de Cuzco, programada para el 24 de octubre de 2012.
Nombrado enviado especial papal al Décimo Congreso Nacional Eucarístico del Perú, que se celebró en Piura del 13 al 16 de agosto de 2015. 
El 4 de julio de 2017, fue nombrado enviado especial papal para la celebración conclusiva del Jubileo Arquidiocesano de Lima, Perú, en programa el 30 de agosto de 2017, con motivo del cuarto centenario de la muerte de Santa Rosa de Lima.

## Fallecimiento
El 15 de noviembre de 2020, a la edad de 86 años, falleció en Quito, Ecuador.
Tras conocer la noticia de la muerte del cardenal, el papa Francisco envió un telegrama de condolencia al arzobispo de Quito, Alfredo Espinoza SDB.
La misa fúnebre tuvo lugar el 17 de noviembre a las 10 a. m. en la Catedral Metropolitana de Quito.
Fue enterrado en la cripta de los obispos de la Catedral Metropolitana de Quito.